# Roy Bourgeois
Roy Bourgeois (nascido em 27 de janeiro de 1938, em Lutcher, Louisiana) é um ex-padre da Congregação Maryknoll, conhecido por sua atuação como pacifista e por ter fundado, em 1990, a SOA Watch (Observatório da Escola das Américas).

## Primeiros anos
Nascido no seio de uma grande família de ascendência cajun, Bourgeois, quando jovem, desejava ser pai de uma grande família e, antes de entrar para o seminário Maryknoll em 1966, ele se envolveu romanticamente por várias vezes e se comprometeu por duas vezes.
Como oficial da Marinha dos Estados Unidos em serviço no Vietnã, ele se apaixonou por uma vietnamita chamada Huong, que o ajudou a entender a sua cultura e as formas pelas quais os soldados dos EUA eram insensíveis com as suas conterrâneas. Nesse período, ele trabalhou em um orfanato com um missionário francês, onde teve contato com crianças, muitas delas amputadas ou mutiladas por causa dos estilhaços ou feridas por napalm. Essa experiência o levou a se tornar um missionário e a trabalhar em favor dos pobres.
Depois de sua ordenação em 1972, foi enviado para a Bolívia, onde o ditador Hugo Banzer, graduado pela Escola das Américas, havia tomado o poder. Nessa missão, construiu uma clínica de saúde e fundou uma cooperativa de tricoteiras antes de ser expulso do país por protestar contra a tortura contra os presos políticos.
Após retornar aos EUA, se instalou em Chicago, em uma casa do movimento Catholic Worker e estudou como Dorothy Day serviu aos pobres ao trabalhar para mudar o sistema que os empobrecia.
Nesse período, teve contato com ativistas como Kathy Kelly, Renny Golden, Chris Inserra e outras que trabalhavam para parar a ajuda dos EUA à El Salvador, durante a Guerra Civil naquele país, depois que o arcebispo Oscar Romero e quatro leigas foram assassinados. Duas dessa, Ita Ford e Maura Clarke, eram suas amigas e ligadas aos maryknoll, e suas fotos foram penduradas em sua parede pelo menos até 2009. O fato de que elas haviam sido mortas por graduados da Escola das América, alimentou seu impulso de fechar a escola.
Nos primeiros dias do movimento para fechar a Escola das América, foi muito influenciado pela pastora metodista Carol Richardson, ligada à organização pacifista Witness for Peace.

## Ativismo
Ele lidera o movimento pelo fim da chamada "Escola de Assassinos", atual Instituto do Hemisfério Ocidental para a Cooperação em Segurança.
Em 1990, ainda como padre, Roy Bourgeois, fundou a organização pacifista SOA Watch, School of the Americas Watch (em Inglês), depois de testemunhar o assassinato e tortura de milhares de pessoas na América Central durante os anos de 1980 e identificar o local onde eram treinados os torturadores - a Escola das Américas.
Suas campanhas pelo fim da Escola das Américas, incluem campanhas junto ao Congresso americano e protesto anual em frente as instalações do notório centro de treinamento atualmente conhecido como Instituto do Hemisfério Ocidental para a Cooperação em Segurança, antiga denominação de Escola das Américas e conhecida como "Escola de Assassinos". 

### Períodos de prisão
Diversas atividades da "SOA Watch" resultaram em períodos de prisão para Bourgeois:
1. agosto de 1983: 18 meses;
2. novembro de 1990: 14 meses;
3. abril de 1996: 6 meses;
4. novembro de 1997: 6 meses.

## Documentários
O documentário Father Roy: Inside the School of Assassins (1997) , narrado por Susan Sarandon, conta a Historia do padre Roy Bourgeois e de sua luta pelo fechamento da chamada Escola de Assassinos atual Instituto do Hemisfério Ocidental para a Cooperação em Segurança.
Father Roy: Inside the School of Assassins - (1997) - 
School of the Americas Assassins (1994), produzido por Robert Richter, foi indicado para o Oscar de melhor documentário curto e documenta os fatos relativos a Escola das Americas 
Vários outros documentários tem sido feitos sobre o assunto. Entre eles:
Hidden in Plain Sight - (2003) de Andrés Thomas Conteris, Vivi Letsou e John Smihula.John Smilhula.   - documentário feito por meio de entrevistas com autoridades e depoimentos de Noam Chomsky, Eduardo Galeano, Christopher Hitchens. Revela o funcionamento do centro de treinamento, por onde passaram mais de 62 mil oficiais militares latino-americanos, do Brasil, Argentina, Chile, Paraguai e Uruguai.
Conta ainda a história desse centro de especialização de técnicas de tortura, desde sua criação no Panamá, em 1946, até a transferência para Fort Benning, na Geórgia, quando foi mudado o nome de Escola das Américas para Instituto de Cooperação para a Segurança Hemisférica. [ABI]
The War on Democracy - por John Pilger e produzido por Youngheart Entertainment PTY Limited, (2007) se centra na interferência dos EUA nos assuntos políticos da América Latina e documenta a atuação através da Escola das Américas.

## Defesa da ordenação das mulheres e destituição do sacerdócio
Em 1990, ele permitiu que três mulheres celebrassem a missa com ele, e isso foi reprovado pelo Arcebispo John Roach, da Arquidiocese de Saint Paul e Minneapolis.
Em 2000, ao ser entrevistado pela Rádio Vaticano sobre a Escola das Américas, ele levantou o assunto da ordenação feminina, dizendo que os homens têm tido o monopólio do poder da igreja por dois mil anos, e já seria tempo de dar uma chance às mulheres, razão pela qual a entrevista foi encerrada abruptamente, e gravações de músicas foram utilizadas para preencher os minutos restantes do programa.
Em agosto de 2008, Bourgeois participou da homilia da cerimônia de ordenação de Janice Sevre-Duszunska, da Roman Catholic Womanpriest (organização que defende e promove a ordenação sacerdotal feminina na Igreja Católica), que ocorreu em Lexington (Kentucky). Antes da ordenação, Sevre-Duszynska foi uma das mulheres que foram presas por protestar contra a Escola das Américas. Logo após o evento, foi notificado pela Congregação Maryknoll, de havia incorrido em uma excomunhão automática (latae sententiae), em decorrência do fato. Na época, Roy afirmou que: "se tivéssemos sacerdotisas, não teria havido silêncio por parte da Igreja sobre a Guerra do Iraque ou sobre os escândalos de abuso sexual".
Depois desse fato, Bourgeois continuou a apoiar a ordenação feminina, tendo, inclusive, no dia 12 de fevereiro de 2011, participado como palestrante em um painel de exibição do filme Pink Smoke Over the Vatican (Fumaça rosa sobre o Vaticano).

No dia 18 de março de 2011, Edward Dougherty, superior-geral da Congregação Maryknoll, remeteu uma carta a Bourgeois, na qual havia uma ordem dando-lhe 15 dias para "retratar-se publicamente" do seu apoio à ordenação de mulheres, sob pena de expulsão da Congregação. No dia 27 de julho, foi expedida uma segunda advertência. No dia 10 de agosto, Bourgeois se declarou incapaz de se retratar, por uma questão do "primado da consciência", que, segundo ele seria um atributo humano que conecta o ser humano com o Divino, e afirmou que: 
| “ | Em meu ministério ao longo dos anos, eu conheci muitas mulheres devotas em nossa Igreja que acreditam que Deus as está chamando a ser presbíteras. Por que elas não seriam chamadas? Deus criou homens e mulheres de igual dignidade e, como todos sabemos, o chamado a ser sacerdote vem de Deus. [...] O que vocês estão me pedindo para fazer em sua carta não é possível sem que eu traia a minha consciência. Em essência, vocês está me pedindo para mentir e dizer que eu não acredito que Deus chama tanto homens quanto mulheres ao sacerdócio. Isso eu não posso fazer e, portanto, não vou me retratar. | ” |

No dia 04 de outubro de 2012, a Congregação para a Doutrina da Fé, removeu canonicamente Roy Bourgeois da Sociedade dos Padres e Irmãos de Maryknoll.

## Literatura
- Hodge, James; Linda Cooper (2004). Disturbing the Peace: The Story of Father Roy Bourgeois and the Movement to Close the School of Americas. Maryknoll, NY: Orbis Books. ISBN 1-57075-434-9

- Bourgeois, Fr. Roy; Margaret Knapke, editor (2012). My Journey from Silence to Solidarity. [S.l.: s.n.] ISBN 1624075967